# Marie Delleskog
Eva Marie Louise Delleskog, född 12 maj 1957 i Hammerdal, Jämtland, är en svensk skådespelare och regissör.

## Biografi
Delleskog är utbildad vid Skara skolscen och på Teaterhögskolan i Stockholm. Hon ingår i Göteborgs Stadsteaters fasta ensemble.
Som filmskådespelare debuterade hon 1984 i Mannen från Mallorca. Hon har medverkat i sammanlagt ett tjugotal film- och TV-produktioner. Hon har också regisserat föreställningar som Sonjas ansikte och En kvinna - ett liv för Göteborgs stadsteaters lunchteater, för vilken hon också blev konstnärlig ledare 2017.
Delleskog är sedan 26 juni 1982 gift med skådespelaren Johan Karlberg, med vilken hon har två söner och en dotter.

## Filmografi
- 1984 – Mannen från Mallorca
- 1986 – Gösta Berlings saga (TV-serie)
- 1987 – I dag röd (TV-serie)
- 1997 – Rika barn leka bäst
- 1997 – Svenska hjärtan (TV-serie)
- 1999 – Vita lögner (TV-serie)
- 2001 – Tsatsiki - Vänner för alltid
- 2003 – Solisterna (TV-serie)
- 2004 – Orka! Orka! (TV-serie)
- 2005 – Saltön (TV-serie)
- 2006 – Poliser (TV-serie)
- 2008 – Patrik 1,5
- 2008 – Varg
- 2009 – Olycksfågeln
- 2009 – Rosenhill
- 2009 – Johan Falk: De fredlösa
- 2009 – Stenhuggaren
- 2010 – Farsan
- 2010 – Isolerad
- 2010 – Cornelis
- 2011 – Irene Huss – I skydd av skuggorna
- 2012 – Fjällbackamorden: I betraktarens öga
- 2014 – Hallonbåtsflyktingen
- 2017 – Rebecka Martinsson (TV-serie)
- 2018 – Vår tid är nu (TV-serie)
- 2020 – Min pappa Marianne

## Teater

### Roller (ej komplett)
| År   | Roll                                                                 | Produktion                                                                            | Regi                | Teater                |
| ---- | -------------------------------------------------------------------- | ------------------------------------------------------------------------------------- | ------------------- | --------------------- |
| 1983 | Honey                                                                | Vem är rädd för Virginia Woolf? (Who's Afraid of Virginia Woolf?) Edward Albee        | Lennart Kollberg    | Riksteatern           |
| 1984 | Alkestis                                                             | Alkestis (Ἄλκηστις, Alkēstis) Euripides                                               | Martin Berggren     | Göteborgs stadsteater |
| 1984 | Prinsessan Lena                                                      | Leonce och Lena (Leonce und Lena) Georg Büchner                                       | Martin Berggren     | Göteborgs stadsteater |
| 1997 | Lucy                                                                 | Tolvskillingsoperan (Die Dreigroschenoper) Bertolt Brecht och Kurt Weill              | Gunilla Berg        | Göteborgs stadsteater |
| 2000 |                                                                      | Molières Misantrop (Molières misanthrope) Botho Strauss                               | Alexa Ther          | Göteborgs stadsteater |
| 2001 |                                                                      | Brand Henrik Ibsen                                                                    | Ole Anders Tandberg | Göteborgs stadsteater |
| 2001 |                                                                      | Tro, hopp och kärlek (Glaube, Liebe und Hoffnung) Ödön von Horváth                    | Olof Lindqvist      | Göteborgs stadsteater |
| 2002 |                                                                      | Albert Speer David Edgar                                                              | Jasenko Selimović   | Göteborgs stadsteater |
| 2004 |                                                                      | Cooking With Elvis Lee Hall                                                           | Staffan Aspegren    | Göteborgs stadsteater |
| 2006 |                                                                      | Bort från Stockport (On the Shore of the Wide World) Simon Stephens                   | Olof Lindqvist      | Göteborgs stadsteater |
| 2007 |                                                                      | Bröllopsbesvär Stig Larsson efter Stig Dagerman                                       | Johan Wahlström     | Göteborgs stadsteater |
| 2007 | Hertiginnan av Olivarez                                              | Don Carlos (Don Karlos) Friedrich Schiller                                            | Eva Bergman         | Göteborgs stadsteater |
| 2008 |                                                                      | Rysk roulette (Dying for it) Moira Buffini                                            | Anette Norberg      | Göteborgs stadsteater |
| 2008 |                                                                      | Sista dansen Carin Mannheimer                                                         | Carin Mannheimer    | Göteborgs stadsteater |
| 2008 |                                                                      | Turister Magnus Dahlström                                                             | Emil Graffman       | Göteborgs Stadsteater |
| 2008 |                                                                      | Förnuft och känsla (Sense and Sensibility) Jane Austen                                | Maria Löfgren       | Göteborgs stadsteater |
| 2009 |                                                                      | Publiken (El público) Federico García Lorca                                           | Suzanne Osten       | Göteborgs stadsteater |
| 2010 |                                                                      | Familjen (August: Osage County) Tracy Letts                                           | Peter Dalle         | Göteborgs stadsteater |
| 2010 |                                                                      | Stenen (Der Stein) Marius von Mayenburg                                               | Mattias Nordkvist   | Göteborgs stadsteater |
| 2012 |                                                                      | Affären Danton (Sprawa Dantona) Stanislawa Przybyszewska                              | Andrés Lima         | Göteborgs stadsteater |
| 2014 |                                                                      | I Annas garderob Ann-Sofie Bárány                                                     | Suzanne Osten       | Göteborgs stadsteater |
| 2015 |                                                                      | Spår (av Antigone) Christina Ouzounidis                                               | Pontus Stenshäll    | Göteborgs stadsteater |
| 2015 | Tante Ruttenschöld                                                   | Markurells i Wadköping Hjalmar Bergman                                                | Dennis Sandin       | Göteborgs stadsteater |
| 2015 |                                                                      | Det bästa hos människan Bengt Ohlsson                                                 | Bengt Ohlsson       | Göteborgs stadsteater |
| 2016 |                                                                      | Alice i Underlandet (Alice's Adventures in Wonderland) Lewis Carroll                  | Anna Pettersson     | Göteborgs stadsteater |
| 2016 |                                                                      | Mephisto Klaus Mann                                                                   | Pontus Stenshäll    | Göteborgs stadsteater |
| 2017 | Moa Martinson                                                        | Karl Gerhard Irena Kraus                                                              | Eva Bergman         | Göteborgs stadsteater |
| 2018 | Pastorn                                                              | Hemsöborna August Strindberg                                                          | Andreas Boonstra    | Göteborgs stadsteater |
| 2018 | Fröken Vega, hembiträde Fru Blenda Vergérus Lisen Andersson, sufflös | Fanny och Alexander Ingmar Bergman                                                    | Eva Bergman         | Göteborgs stadsteater |
| 2019 |                                                                      | Little Shop of Horrors Alan Menken och Howard Ashman                                  | Angelina Stojčevska | Göteborgs stadsteater |
| 2019 | Kyparen Langar-Emma Den klene Prästen                                | Herr Puntila och hans dräng Matti (Herr Puntila und sein Knecht Matti) Bertolt Brecht | Pontus Stenshäll    | Göteborgs stadsteater |
| 2021 | Kattrina                                                             | Kejsarn av Portugallien Selma Lagerlöf                                                | Pontus Stenshäll    | Göteborgs stadsteater |
| 2021 |                                                                      | Vi hade i alla fall tur med ramavtalet Gertrud Larsson                                | Jenny Nörbeck       | Göteborgs stadsteater |
| 2022 | Bollan                                                               | Var är min man? Ylva Lööf                                                             | Carina M. Johansson | Göteborgs stadsteater |